# Мондадори, Гая
Гая Мондадори (англ. Gaia Mondadori; родилась в 2001 году) — британская актриса театра и кино, ставшая известной благодаря роли Паветты в сериале «Ведьмак» от американской компании Netflix.

## Биография
Гая Мондадори родилась в 2001 году. Она приходится правнучатой племянницей Теодору Райту — герою Первой мировой войны и кавалеру Ордена Виктории. Мондадори состоит в труппе театра в Кингстоне (пригороде Лондона), в 2019 году она сыграла княжну Паветту в первом сезоне сериала «Ведьмак» от американской компании Netflix. Этот персонаж впервые появляется в четвёртом эпизоде, «Банкеты, ублюдки и похороны».
В 2022 году Мондадори получила роль в сериале «Всё, что я знаю о любви». В 2023 году она сыграла второстепенную роль в картине «Красный, белый и королевский синий» (в титрах не указана).